# Турбал Ніна Лук'янівна
Ні́на Лук'я́нівна Ту́рбал (нар. 1937, м. Нежино, Любанський район, Мінська область, Білорусь — (пом. 2014, м. Львів) — українська письменниця, член Національної спілки письменників України (1993).

## Біографія
Народилася 20 січня 1937 року в м. Нежино, Білорусь. Навчалася в Слуцькому педучилищі та Мінському енергетичному технікумі. Закінчила Мінський політехнічний інститут. За фахом — інженер-електрик. Працювала інженером-конструктором нової техніки у Мінську, де прожила понад 25 років. З 1992 року очолювала Українське товариство російської культури ім. А. Сахарова у Львові, де жила й померла 11 липня 2014 року.

## Літературна діяльність
Поетеса.

Писала російською мовою. Друкуватися почала з 1956 року, ще в Білорусі, але дебютна книга вийшла вже в Україні, у львівському видавництві «Каменяр». Авторка поетичних книг: «Исцеление» (1983), «Земная ноша» (1986), «В пути» (1989), «Равновесие» (1989), «Голос сердца» (1992), «Голос безмолвия» (1995), «Отголоски» (1997), «Дано и отымется» (1999), «Возвращение к себе» (2003), «Страховка жизни» (1995), «Земной поклон» (2007), «Личная вечность» (2007), «Вечерний свет» (2009), «Палитра жизни» (2009), «Оставляю вам стихи» (2010).
Перекладала художні твори з української, білоруської, литовської та латиської мов.
Буяння ліричної стихії, вміння передати словом найтонші душевні порухи — притаманне її поезії.